# Lycenchelys muraena
Lycenchelys muraena és una espècie de peix de la família dels zoàrcids i de l'ordre dels perciformes.

## Morfologia
- Els mascles poden assolir 22,6 cm de longitud total.[4][5]

## Alimentació
Menja crustacis petits.

## Hàbitat
És un peix marí i d'aigües profundes que viu entre 350-1.700 m de fondària.

## Distribució geogràfica
Es troba a l'oceà Àrtic: el Canadà, Groenlàndia, Islàndia i Noruega.

## Observacions
És inofensiu per als humans.